# Cirrhochrista mnesidora
Cirrhochrista mnesidora là một loài bướm đêm trong họ Crambidae.